# 沙尔肯梅伦
沙尔肯梅伦是德国莱茵兰-普法尔茨州的一个市镇。总面积10.40平方公里，总人口589人，其中男性303人，女性286人（2011年12月31日），人口密度57人/平方公里。